# Saint Laurent (film)

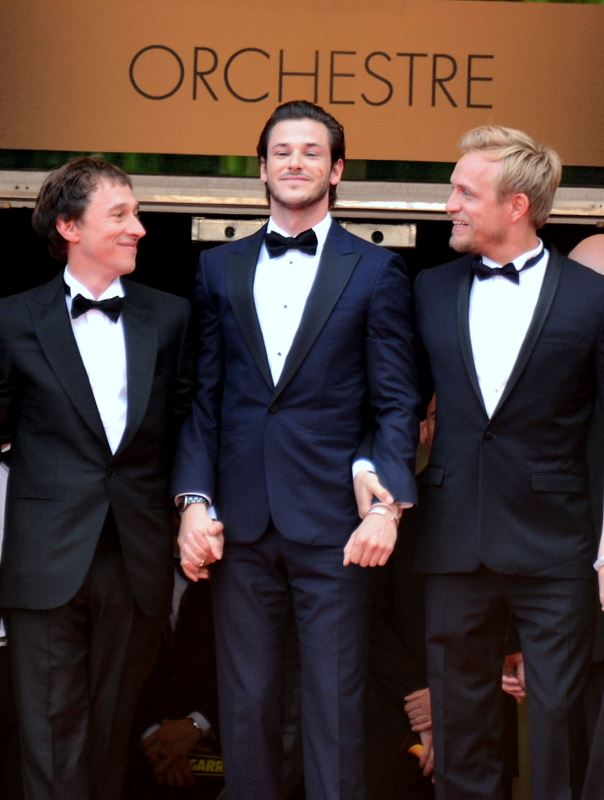
Bertrand Bonello, Gaspard Ulliel i Jérémie Renier podczas premiery filmu na MFF w Cannes

Saint Laurent – francusko-belgijski dramat biograficzny z 2014 roku, w reżyserii Bertranda Bonello. Filmowa biografia jednego z najsłynniejszych projektantów modowych świata Yves Saint Laurenta, przedstawiająca jego życie z lat 1967 − 1976.
Światowa premiera filmu miała miejsce 17 maja 2014, podczas 67. Międzynarodowego Festiwalu Filmowego w Cannes, w ramach którego obraz brał udział w Konkursie Głównym.
W 2014 roku powstała również inna pełnometrażowa biografia projektanta − film Yves Saint Laurent w reżyserii Jalila Lesperta.
W 2014 film stał się oficjalnym francuskim kandydatem do rywalizacji o 87. rozdanie Oscara w kategorii filmu nieanglojęzycznego., Nominacji jednak nie otrzymał.

## Obsada
- Gaspard Ulliel jako Yves Saint Laurent
- Jérémie Renier jako Pierre Bergé
- Louis Garrel jako Jacques de Bascher
- Léa Seydoux jako Loulou de la Falaise
- Amira Casar jako Anne-Marie Munoz
- Aymeline Valade jako Betty Catroux
- Helmut Berger jako Laurent w 1989 r.
- Valeria Bruni Tedeschi jako Madame Duzer
- Micha Lescot jako Monsieur Jean-Pierre
- Jasmine Trinca jako Talitah
- Valérie Donzelli jako Renée
- Dominique Sanda jako Lucienne

i inni

## Nagrody i nominacje
67. Międzynarodowy Festiwal Filmowy w Cannes
- nominacja: Złota Palma − Bertrand Bonello
- nominacja: Queerowa Palma − Bertrand Bonello

40. ceremonia wręczenia Cezarów
- nagroda: najlepsze kostiumy − Anaïs Romand
- nominacja: najlepszy film − Bertrand Bonello, Eric Altmayer, Nicolas Altmayer i Christopher Lambert
- nominacja: najlepsza reżyseria − Bertrand Bonello
- nominacja: najlepszy aktor − Gaspard Ulliel
- nominacja: najlepszy aktor w roli drugoplanowej − Louis Garrel
- nominacja: najlepszy aktor w roli drugoplanowej − Jérémie Renier
- nominacja: najlepsze zdjęcia − Josée Deshaies
- nominacja: najlepszy montaż − Fabrice Rouaud
- nominacja: najlepsza scenografia − Katia Wyszkop
- nominacja: najlepszy dźwięk − Nicolas Cantin, Nicolas Moreau i Jean-Pierre Laforce

19. ceremonia wręczenie Satelitów
- nominacja: najlepsze kostiumy − Anaïs Romand